# Autoput Bratstvo i jedinstvo
Autoput Bratstvo i jedinstvo bio je glavna jugoslovenska putna saobraćajnica koja je povezivala četiri od šest republika i jednu pokrajinu bivše Jugoslavije. Prostirao se od Jesenica preko Ljubljane, Novog Mesta, Zagreba, Slavonskog Broda, Sremske Mitrovice, Beograda, Niša, Skoplja do makedonsko-grčke granice.

## Nazivi
- srp.  Autoput Bratstvo i jedinstvo
- hrv.
- mkd.
- sloven.

## Istorijat
Izgradnja je započeta posle Drugog svetskog rata kako bi se Jugoslavija dobro saobraćajno povezala, jer je do tad imala samo lokalne i regionalne puteve slabog kvaliteta. U izgradnji autoputa su učestvovale omladinske radne brigade, koje su sačinjavali jugoslovenski i inostrani omladinci i pripadnici Jugoslovenske narodne armije. Skoro 300.000 ljudi je učestvovalo u izgradnji. Prva izgrađena deonica je bila Zagreb-Beograd u dužini od 382 km, otvorena 27. jula 1950. godine.
U proleće 1959. godine započinje izgradnja deonice između Niša i Paraćina. Sledeće, 1960. godine grade se deonice Niš-Grdelica i Udovo-Đevđelija. Put u dužini od 113 km te godine je gradilo 48.557 omladinaca. Deonicu autoputa Grdelica-Skoplje 1961. godine u ukupnoj dužini od 138 km gradilo je 46.699 omladinaca. Godine 1962. započinju poslednji radovi na autoputu da bi sledeće 1963. godine mladi završili poslednju deonicu autoputa između Osipaonice i Beograda. Tako je 251.737 brigadira za šest godina povezalo Ljubljanu s Đevđelijom.
Iako se ovaj put zvao autoput, imao je samo dve saobraćajne trake (svaka za po jedan smer). Raskrsnice sa lokalnim putevima su uglavnom bile van nivoa, mada je bilo i raskrsnica u nivou i serpentina. Put je bio predviđen za oko 9.000 automobila dnevno, a kasnije i do 40.000 vozila. Veći deo puta je bio izgrađen od betonskih ploča, a negde je bilo asfalta. Godine 1991. autoput je izgrađen u punom profilu 2 trake + zaustavna u svakom smeru na sekcijama Kranj-Ljubljana (20 km), Zagreb-Slavonski Brod (207 km) i Sremska Mitrovica-Beograd-Niš (277 km).
Od sredine 1991. do jeseni 1995. godine, autoput je bio zatvoren na srpsko-hrvatskoj granici usled ratnih dešavanja. Danas je autoput u potpunosti izgrađen.
Ovaj autoput se u potpunost pokriva trasu kasnije ustanovljenog panevropskog koridora 10, na njegovom delu kroz bivše republike SFR Jugoslavije, a takođe odgovara i putevima iz evropske mreže puteva:
- — Е61: Austrija - Ljubljana
- — Е70: Ljubljana - Zagreb - Beograd
- — Е75: Moravski saobraćajni pravac  – deonica Beograd - Skoplje - Grčka

## Spoljašnje veze
- „” [Autoput, put = Autobahn — Kopneni put kroz bivšu Jugoslaviju].  (на језику: немачки). Архивирано из оригинала 13. 5. 2006. г.